# Makira
La isla de Makira (también conocida como San Cristóbal) es la isla más grande de la provincia de Makira-Ulawa de las Islas Salomón. La isla de Makira se ubica en el sur del archipiélago, al este de Guadalcanal y al sur de Malaita. La localidad mayor de la isla es su capital, Kirakira.

## Historia

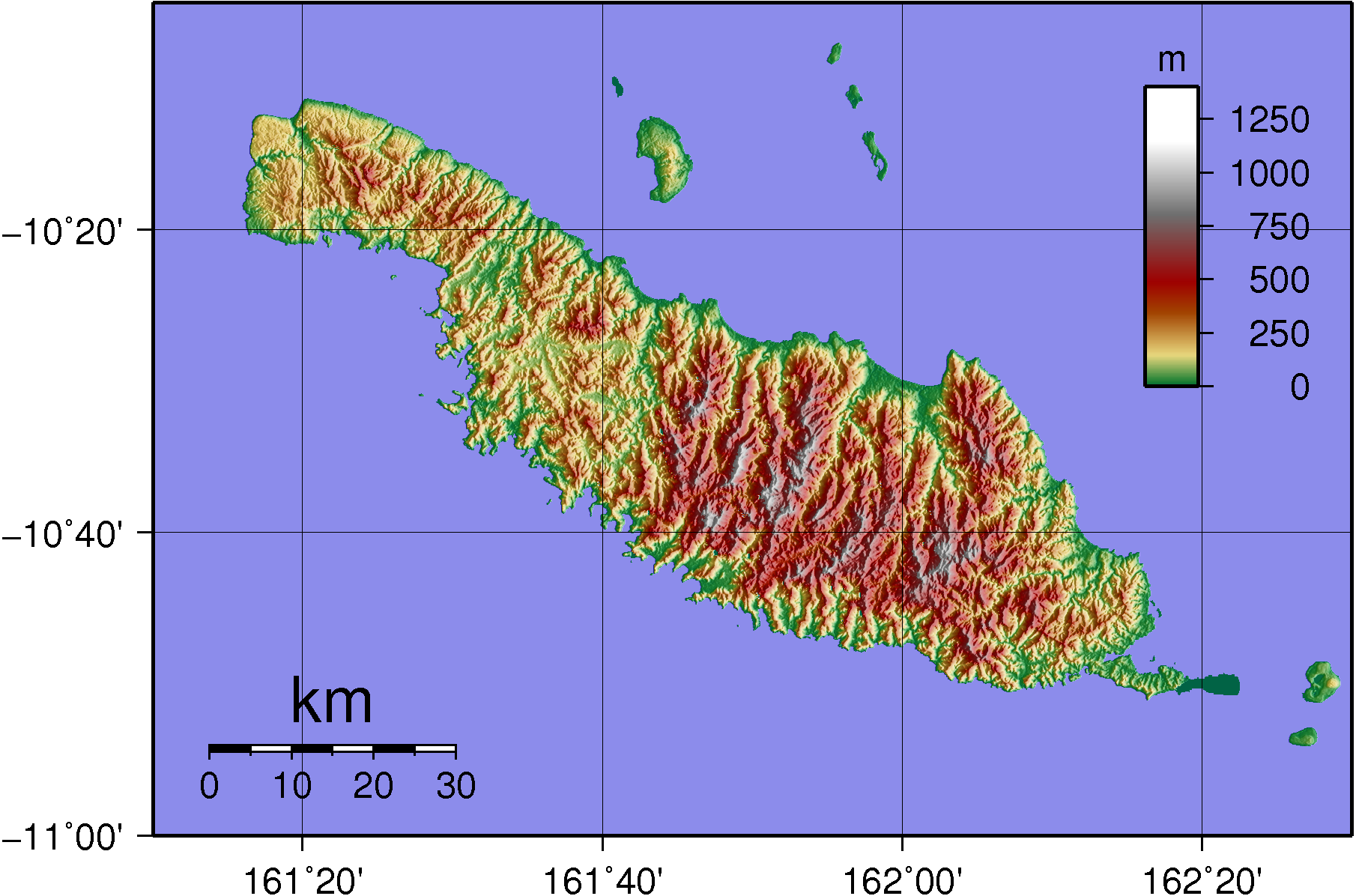
Mapa topográfico de Makira.

El primer avistamiento registrado de la isla por los europeos se produjo en la expedición española de Álvaro de Mendaña en junio de 1568. El avistamiento y desembarco en San Cristóbal se produjo durante un viaje local que partió de Guadalcanal en un bote pequeño, registrado en el diario del bergantín Santiago, comandado por el alférez Hernando Enríquez y con Hernán Gallego de piloto. Fueron ellos los que la cartografiaron como San Cristóbal.

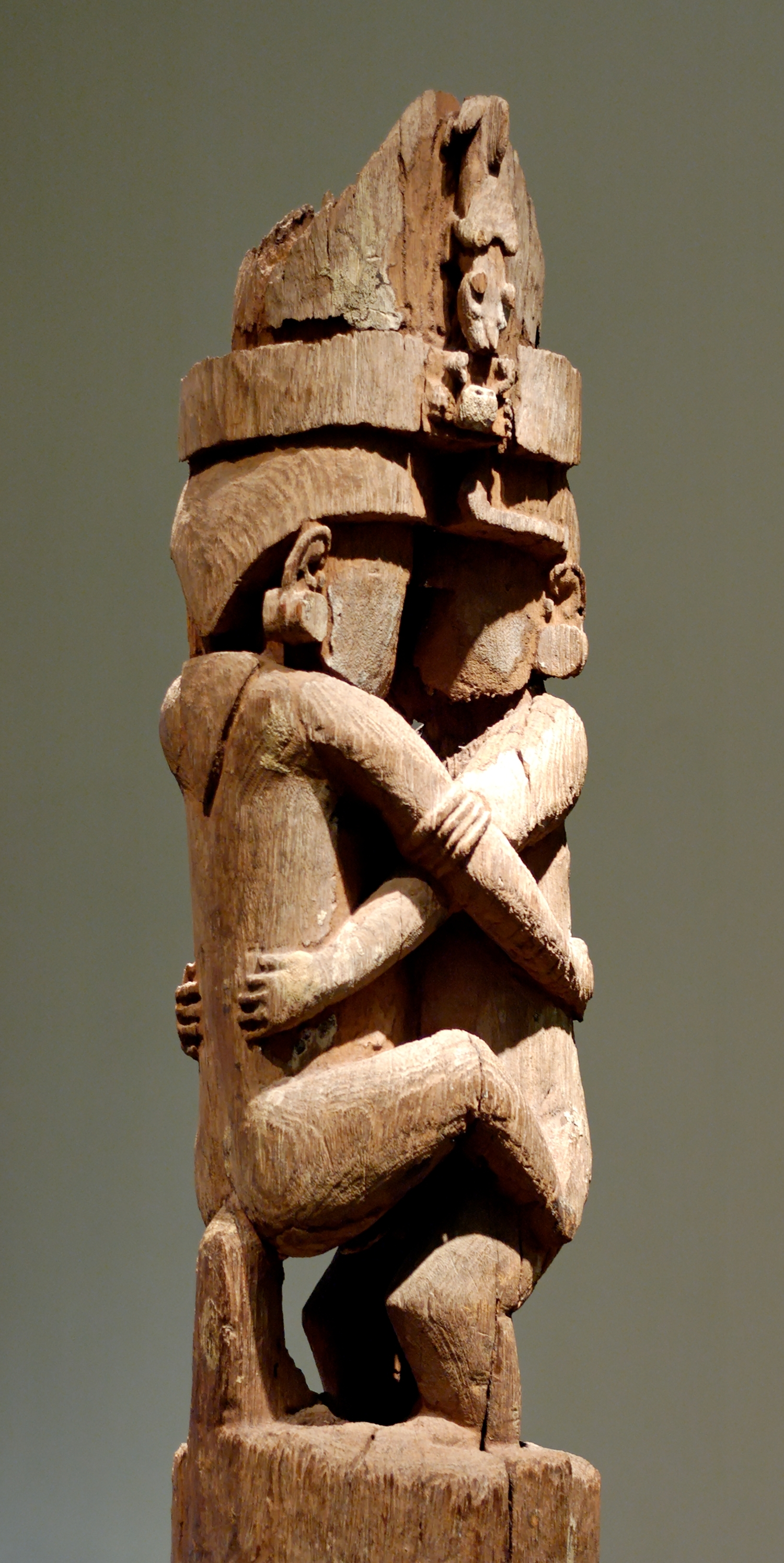
Poste ceremonial de la localidad de Magura, en Makira,